# (999) Zachia
(999) Zachia – planetoida z grupy pasa głównego asteroid okrążająca Słońce w ciągu 4 lat i 83 dni w średniej odległości 2,61 au. Została odkryta 9 sierpnia 1923 roku w Landessternwarte Heidelberg-Königstuhl w Heidelbergu przez Karla Reinmutha. Nazwa pochodzi od Franza Xavera von Zacha (1754–1832), austriackiego astronoma. Przed nadaniem nazwy planetoida nosiła oznaczenie tymczasowe (999) 1923 NW.